# 伊東延吉
伊東 延吉（いとう えんきち、1891年（明治24年）5月1日 – 1944年（昭和19年）2月7日）は、日本の文部官僚。

## 経歴
富山県出身。旧制第一高等学校を経て、1915年（大正4年）に東京帝国大学法科大学法律科在学中に高等文官試験に合格し、翌年に卒業した。内務省に入省。岩手県属。同県警視、同県理事官を務めた。その後文部省に転じ、事務官に任じられた。文部大臣秘書官、書記官、実業学務局工業及補習教育課長、大臣官房秘書課長、学生部長、思想局長を歴任。1936年（昭和11年）から翌年にかけて同志社大学の教員人事に介入し、末川博や具島兼三郎、林信雄、田畑忍が同大の教壇を追われた。1937年（昭和12年）文部次官に就任した。
退官後は国民精神文化研究所所長を務め、1943年（昭和18年）に教学錬成所に改組された後も引き続き所長を務めた。他に勤労者教育中央会理事長も務めた。
同志社史では「時流にのったファシスト」と批判されている。

## 家族
- 父・伊東祐吉 ‐ 愛知県人[6]
- 妻・周子 ‐ 馬淵鋭太郎の二女[6]
- 甥・高橋元 ‐ 妹・いくと工学士・高橋惟康の子。[6]
- 親戚・陸井三郎 ‐ 叔父・季雄の妻の甥[6]

## 関連文献
- 前田一男 「「教学刷新」の設計者・伊東延吉の役割」（寺崎昌男、編集委員会編 『近代日本における 知の配分と国民統合』 第一法規出版、1993年6月）
- 秦郁彦編 『日本近現代人物履歴事典』 東京大学出版会、2002年5月、ISBN 4130301209

| 公職                               | 公職                                                                                                   | 公職                       |
| ---------------------------------- | --- | -------------------------- |
| 先代 関屋龍吉 国民精神文化研究所長 | 教学錬成所長 1943年 - 1944年 国民精神文化研究所長 1941年 - 1943年                                      | 次代 近藤寿治 所長事務取扱 |
| 先代 河原春作                      | 文部次官 教員検定委員会会長 維新史料編纂事務局長 学校衛生調査会会長 震災予防評議会会長 1937年 - 1938年 | 次代 石黒英彦              |
| その他の役職                       | |                            |
| 先代 河原春作                      | 実業教育振興中央会理事長 1937年 - 1939年                                                               | 次代 石黒英彦              |